# Pedro Garrido Roca
Pedro Garrido Roca (Lleida, 1958) és un militar català, que ostenta el grau de general de brigada des de 2017 i exerceix de cap del cos de la Guàrdia Civil a Catalunya (regió VII) des de 2018.

## Trajectòria
Garrido nasqué l'any 1958 a Lleida, en el bressol d'una família vinculada a la Guàrdia Civil. L'any 1980 ingressà a l'Acadèmia General Militar de Saragossa, de la que es llicencià 5 anys més tard com a tinent del cos. Un dels seus primers destins fou la Comandància d'Àlaba assignat com a membre del Servei d'Informació i actuant en nombroses ocasions com a agent de paisà. Aquesta tasca, durant aquells anys, fou especialment sensible, ja que els xocs violents amb l'organització armada ETA eren una constant perillosa.
Després d'exercir uns anys al País Basc fou destinat a altres seccions del cos, com ara la Unitat de Serveis Especials de la Direcció General a Madrid, en la que continuà la lluita contra ETA; l'Acadèmia de Policia Judicial a Madrid; la Unitat Central Operativa (UCO); la Unitat de Seguretat de la Casa Reial; el Gabinet Tècnic de la Direcció General a Madrid; el Servei de Costes i Fronteres; i la Secretaria de Cooperació Internacional.
Al llarg de la seva trajectòria rebé nombroses condecoracions civils i militars, entre les quals destaquen la creu, el comanador, la placa i la gran creu de la Reial i Militar Orde de Sant Hermenegild, la creu de plata i la creu amb distintiu blanc al Mèrit de la Guàrdia Civil, la Creu del Mèrit Militar, la creu al Mèrit Policial i la Medalla d'Or de la Defensa Nacional Francesa.

### Cap de la Guàrdia Civil a Catalunya
El juny de 2018 fou assignat com a nou cap de la Guàrdia Civil a Catalunya, en substitució d'Ángel Gozalo Martín. El 12 de juliol de 2018 prengué possessió del càrrec en un acte, celebrat a la caserna de Sant Andreu de la Barca (Baix Llobregat), amb la presència de la secretària d'Estat de Seguretat Ana Botella Gómez. El 9 d'octubre de 2019, fou objecte de polèmica després d'unes declaracions realitzades a l'acte anual de commemoració de la Mare de Déu del Pilar, patrona del cos, celebrat a la caserna de Sant Andreu de la Barca, pocs dies abans de la publicació de la sentència del Tribunal Suprem espanyol sobre el judici al Procés i enmig d'un enorme desplegament d'agents de policia a Catalunya. Garrido declarà que el cos combatrà l'independentisme català «sense pena ni treva» i, amb relació a l'actuació del cos davant del referèndum sobre la independència de Catalunya, manifestà que «cada vegada que sigui necessari ho tornarem a fer». També considerà que «la pretesa revolució dels somriures» s'havia convertit en «el rictus que dissimula l'odi i la mesquinesa».
A l'octubre i novembre de 2019 formà part del Centre de Coordinació Operativa (CECOR), creat a la seu de la Conselleria d'Interior de la Generalitat de Catalunya, per a donar una resposta de seguretat ciutadana a les protestes contra la sentència del judici al procés independentista català.